# Chrám Afaia

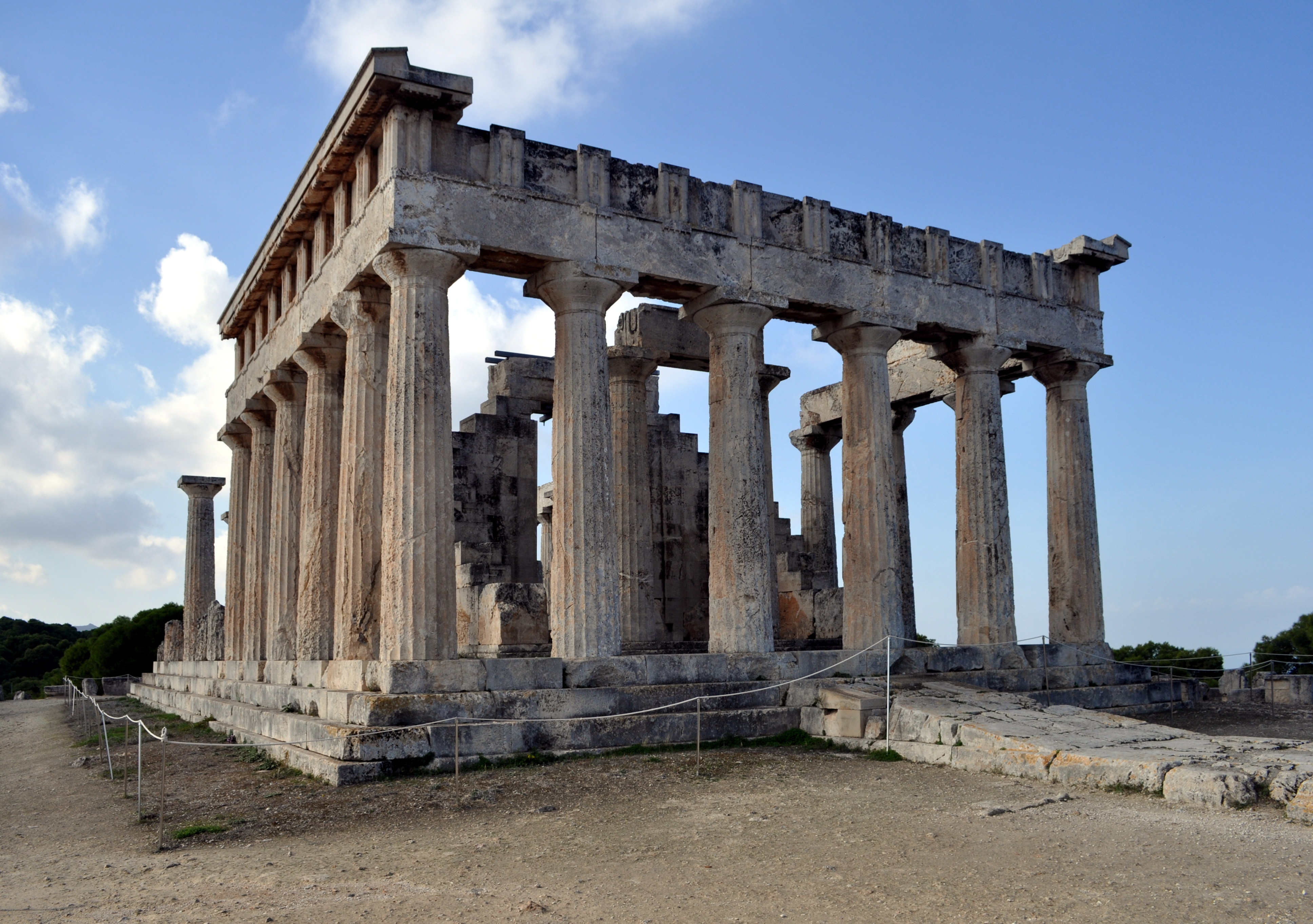
Chrám Aphaia

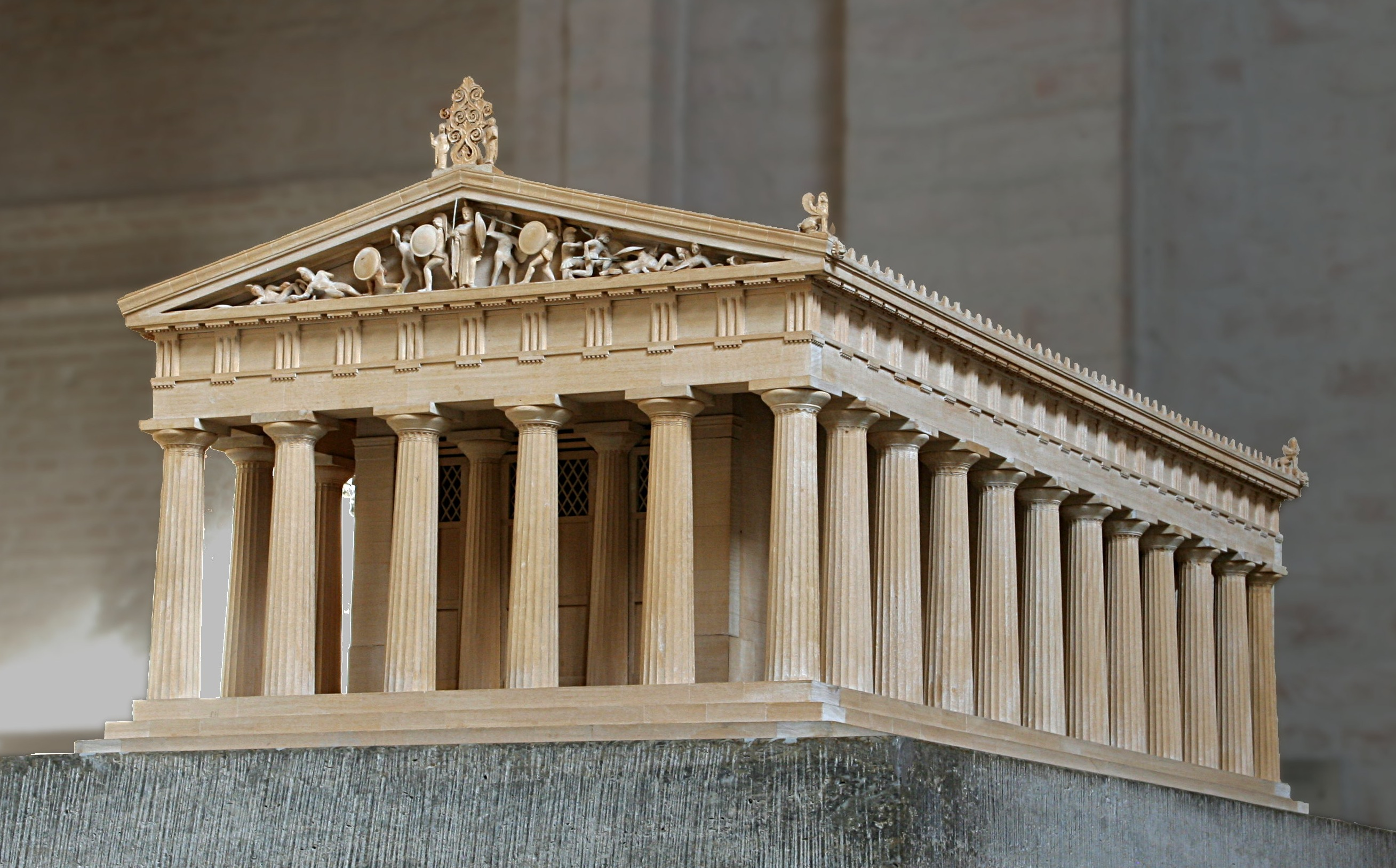
Jeho model v mnichovské glyptotéce

Chrám Afaia (v řečtině Ἀφαία, Ναός Αφαίας), zasvěcený bohyni Afaia na ostrově Aigina v Saronském zálivu Egejského moře, se nachází na severovýchodním okraji ostrova na 160m vysokém pahorku přibližně 13 km východně po silnici z hlavního města a přístavu Aigina. Jedná se o hlavní svatyni starověké Aiginy. Byl považován také za chrám Dia panhelénios, později za chrám Athény a někdy se mu ještě říká chrám Athena-Afaia.
Již v mykénských dobách se zde obětovalo bohyni plodnosti Afaia. Kolem roku 570 před Kristem byl na stejném místě postaven kamenný chrám prostylos, který byl o 70 let později nahrazen pozdně archaickým peripterem, chrámem obklopeným ze všech stran sloupy. Od 1. století před Kristem svatyně chátrala.
Jedinečné jsou skulptury ve štítu chrámu (Aigineté), objevené v roce 1811. Postavy ze západního štítu ještě patří do archaického období, zatímco ty z východního štítu již do období rané klasiky. Tvoří tak důležité vodítko pro datování stylů. Nacházejí se v mnichovské glyptotéce.

## Svatyně Afaia

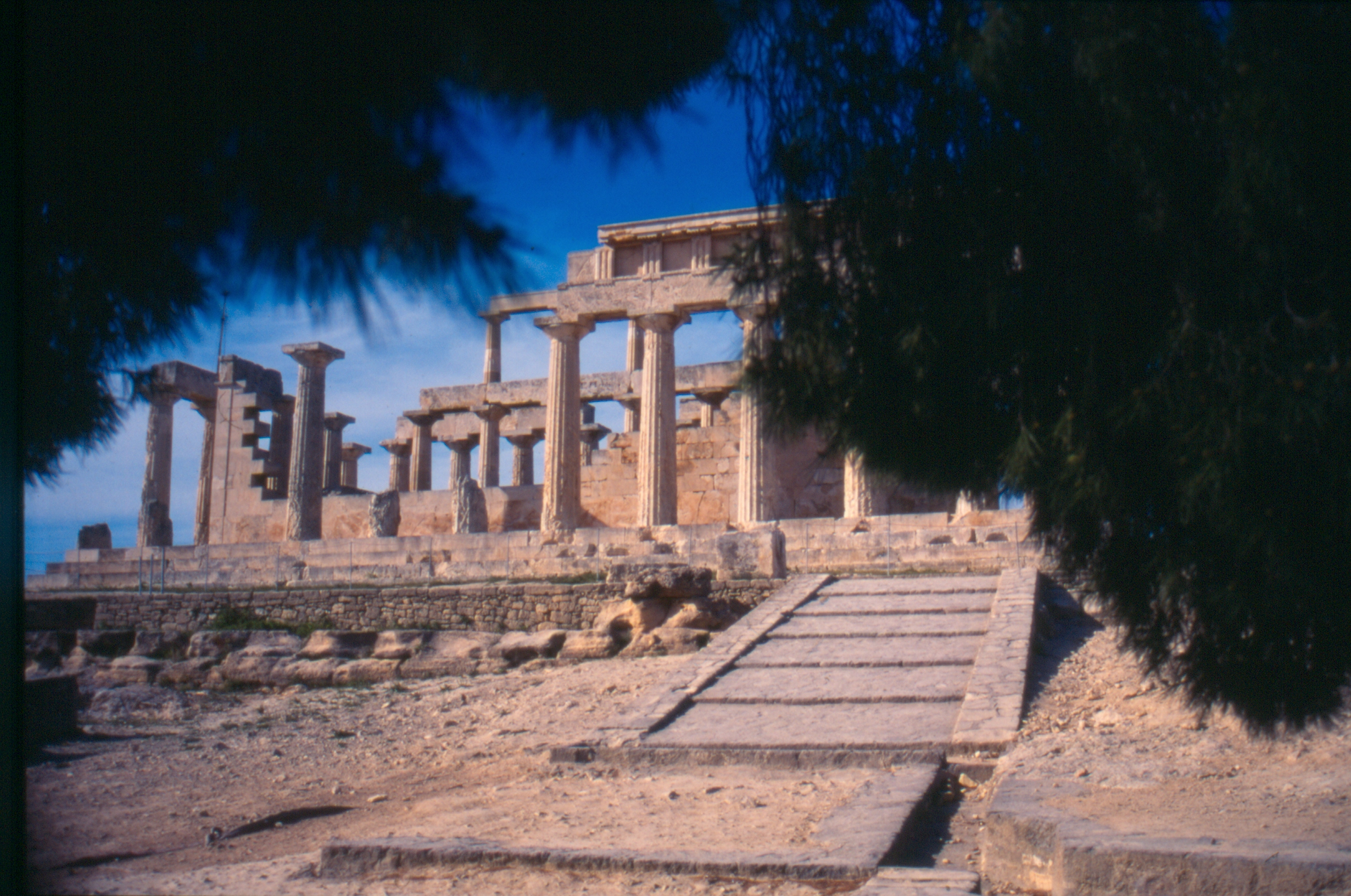
Chrám bohyně Afaia

Uctívání bohyně Afaia sahá přibližně až do roku 2000 před Kristem, kdy zde byla bohyně uctívána v hájku s jeskyní, aniž by byl postaven chrám. Postupem času bylo toto území ohraničeno jako temenos.  
První vápencový chrám byl na počest bohyně postaven v 6. století před Kristem kolem roku 570. Měl pronaos, cellu a opistodom. Kolem chrámu nebyl žádný sloup. Na severovýchodě chrámu byl postaven 14 m vysoký sloup, který nesl mramorovou sfingu.
Kolem roku 520 před Kristem byl tento chrám zničen požárem, takže musel být stržen. Byl však v době od roku 510 před Kristem do roku 490/480 před Kristem již jako peripteros znovu postaven. Oltář byl posunut tak, aby byl vyrovnán s centrální osou chrámu. Sloup s mramorovou sfingou nebyl požárem zničen a tedy ani rekonstrukcí nijak ovlivněn.

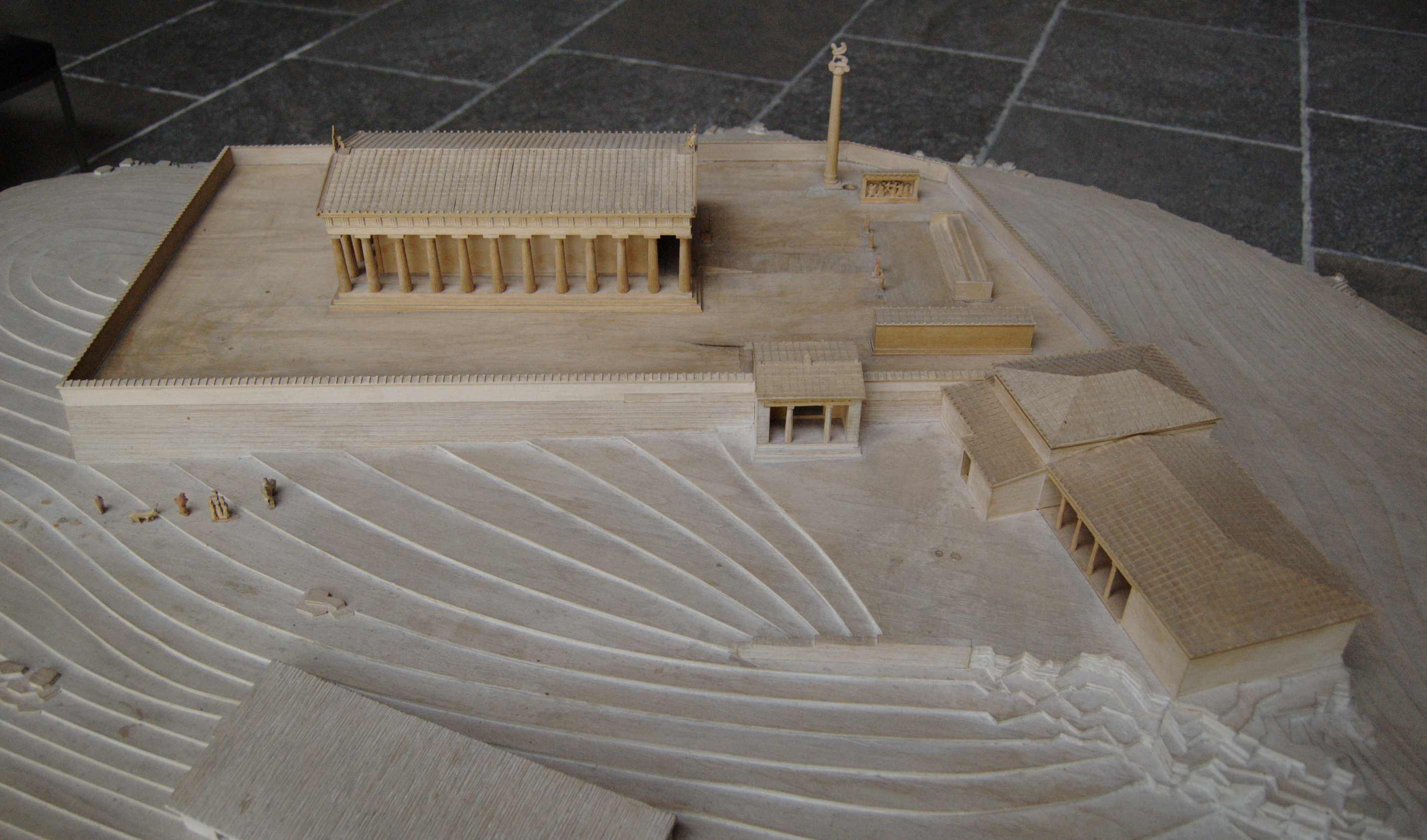
Model v mnichovské glyptotéce

Chrám Athéna-Afaia je peripteros dórského řádu: má 6 x 12 sloupů (podél hlavní a boční fasády), na tříúrovňovém stylobatu je pronaos, opistodom a naos s vnitřní kolonádou. Došlo k úhlové kontrakci (zesílení) sloupů. Vnitřní kolonáda je dvouřadá. Dodnes přežilo pouze 24 sloupů. V naosu chrámu byla socha bohyně Afaia, vedle ní byl bazének naplněný olivovým olejem. Řekové tam prováděli rituální obřady (socha byla zničena na počátku 5. století).
Od roku 500 před Kristem dostala původní bohyně Aiginetů, Afaia, společnost bohyně Athény, která působí jako ochránkyně ostrova.

## Archeologické vykopávky

Plán svatyně Afaia

Místo bylo zmíněno geografem Pausaniem (Cesty po Řecku) ve 2. století našeho letopočtu.
V roce 1811 cestovali po Řecku John Foster, Charles Robert Cockerell, baron Stackelberg a baron Haller von Hallerstein. Zkoumali starověké chrámy a s pomocí místních obyvatel, kteří označili správné místo, vykopali sochy a fragmenty postav západního a východního štítu, které spadly během zemětřesení a byly pokryty zemí. Celkem 15 postav, 13 hlav a desítky úlomků. Místním osmanským úřadům zaplatili pouhých 40 liber a přepravili sochy a fragmenty do Pirea. Za pomoci rakouského konzula Gropia, francouzského konzula Fauvela a Giovanniho Luzieriho (kteří kdysi asistovali při podobné operaci) se skupina postarala o zaslání starožitností na Brity ovládaný ostrov Zakynthos, kde byla v listopadu 1812 uspořádána dražba.
Po mnoha přemístěních byly sochy restaurovány v Římě (se změnami podle dobového zvyku) dánským sochařem Bertelem Thorvaldsenem. Na jeho doporučení a za zprostředkování barona Carl Haller von Hallersteina je pak v roce 1814 získal bavorský princ Ludwig (budoucí král Ludvík I.).
Systematické vykopávky na místě prováděl na počátku 20. století Adolf Furtwängler a v letech 1966 až 1979 Dieter Ohly. Po jeho smrti pokračovali Erns Ludwig Schwandner a Martha Ohly až do roku 1988: Během těchto vykopávek byly nalezeny zbytky prvního kamenného chrámu, jehož kladí bylo částečně obnoveno v místním muzeu.

## Štíty
Skulptury štítů jsou nyní v Glyptotéce v Mnichově.
Čas výstavby druhého chrámu od roku 510 před Kristem znamená zlom v kulturněhistorickém vývoji, konkrétně jde o přechod z archaického do raného klasického období. To je zřejmé ze stylu štítových postav: postavy v západním štítu se řídí archaickým stylem, postavy ve východním štítu se řídí klasickým stylem.
Starší západní štít zobrazuje druhou bitvu o Tróju, mladší východní štít zobrazuje první bitvu o Tróju.

### Západní štít
Postavy jsou poměrně tuhé, stojí samy o sobě a netvoří celek. To odpovídá archaickému stylu. Je to spíše řada jednotlivých forem. Aias (Ajax) byl identifikován podle orla na štítu. Uprostřed stojí bohyně Athéna, ochránkyně Aiginetů, tedy obyvatel ostrova Aigina. Athéna zde stěží zasahuje do událostí, pouze její levá noha se otáčí doleva, jinak zůstává do značné míry lhostejná.

### Východní štít
Zobrazení v tomto štítu již navazuje na styl raného klasického období. Uprostřed je sice také Athéna, ale už jasně ve výpadu zasahuje do dění vlevo. Jednotlivci jsou navíc zastoupeni realističtěji. Postavy v okrajových klínech štítu již nemají na tvářích takzvaný „archaický úsměv", ale jsou při umírání „vážné“. Celá vyobrazená situace je také přes střed propojena: lukostřelci míří přes středovou osu a zasahují lidi ležící ve štítovém klíně.
Héraklés byl identifikován podle oděvu: jako helmu nosil horní část lví hlavy  (takzvaný kithaironský lev, kterého porazil v bitvě). Na vyobrazení chybí lví kůže. To se přičítá skutečnosti, že je zde Héraklés zobrazen v bitvě jako válečník. Ostatní postavy lze odvodit z tradice: umírající muž v levém štítovém klínu by mohl být Láomedón, kterého Héraklés v první bitvě o Tróju smrtelně zranil šípem a byl to  rozhodující čin pro vítězství Řeků.
Athéna drží aigis hrozivě nalevo. Z toho lze usoudit, že ohrožená osoba je nepřítelem Aiginetů, tj. Řeků. Vzhledem k tomu, že celé štítové vyobrazení je zjevně o historicky nebo myticky významných osobách, je zde pravděpodobně zobrazen trójský král Priamos

## Barevnost chrámu
Architektura a figurální výzdoba chrámu byly v antice barevné (polychromie). To je však dnes téměř neviditelné.
Objevitel aiginských štítových skulptur Carl Haller von Hallerstein a jeho společník Charles Robert Cockerell nakreslil již v roce 1811 první skici s barevnými informacemi. Zpráva, kterou Haller napsal bavorskému korunnímu princi Ludvíkovi a jednotlivé architektonické části, které se dostaly do Mnichova spolu s aiginety, to jsou jasné důkazy barevnosti chrámu.
V roce 1816 navrhl Ludvíkův umělecký agent Johann Martin von Wagner korunnímu princi vytvořit barevné modely chrámu. Za uskutečnění byl zodpovědný Leo von Klenze a jeho kolega Joseph Daniel Ohlmüller. Nadšení však nebylo tak velké, jak se očekávalo. Barevný reliéf ze sádry vypadal pestře a neohrabaně. Existence tohoto barevného reliéfu se však rozkřikla a francouzský architekt Guillaume-Abel Blouet (1795-1853) poslal v roce 1829 do Mnichova svého kolegu Pierra Félixa Trézela, aby kresby chrámu doplnil.
V roce 1846 byla provedena další barevná rekonstrukce od Jakoba Ignaze Hittorffa. Byla založena hlavně na díle Klenzeho a Bloueta, protože on sám chrám nikdy neviděl.
Cockerell zveřejnil své barevné rekonstrukce chrámu v ručně vybarvených listech až roku 1860. Ty byly provedeny „podle nálezu“ („nach Befund").
Francouzský architekt Charles Garnier toto důležité stavební dílo zaměřil a vypracoval kompletní rekonstrukci. V roce 1854 v Revue archéologique zveřejnil tři ze svých kreslených záznamů. Jeho úplné kresby a rekonstrukce se však objevily až v roce 1884. Popisy jsou velmi podrobné a je z nich zřejmé, co bylo ve skutečnosti viděno a co vyplynulo za použití analogií.
Ernst Fiechter, který byl přítomen při vykopávkách Adolfa Furtwänglera v roce 1901, vytvořil barevnou rekonstrukci chrámu Afaia, která je platná dodnes (2020).
Výzkum vykopávek Dietera Ohlyho ve dvacátém století Fiechterovy barevné rekonstrukce potvrdil.

## Barevnost skulptur ve štítech
Otázka barevnosti figur v té době nepřicházela v úvahu, protože Cockerell a Haller von Hallerstein zbytky barev na skulpturách přímo nalezli. Obzvláště nápadná byla červená barva na pouzdrech pro péra na přilbách, na poraněních, na štítové podlaze a na plintech (čtvercová deska, základna sloupové patky nebo sochy), na kterých byly postavy ukotveny. Na přilbách a na zadní stěně štítů byly nalezeny také zbytky barvy modré.
Ve zprávě Johanna Martina von Wagnera z roku 1817 je již barevnost soch zmíněna.
Barevná rekonstrukce štítu publikovaná Blouetem v roce 1838 byla až na plášť lukostřelce ze západního štítu spíše opatrná.
Rekonstrukce od Hittorffa (1846) byla mnohem pestřejší. Vlasy válečníků zčervenaly, jejich přilby a štíty byly modré, žlutě okrové a červené; základ reliéfu byl znázorněn modrou plochou.
Cockerell publikoval své barevné tisky s přilbami a štíty tónovanými jemnou okrově žlutou a červenou barvou.
Při rekonstrukci publikované Garnierem jsou nahá těla válečníků zbarvena hnědě a plášť lukostřelce je se šupinkovým vzorem.
První komplexní vědecká publikace o chrámu Afaia pochází od Adolfa Furtwänglera a objevila se v roce 1906. Starověká polychromie byla důležitým bodem v jeho práci. Jeho štítové postavy dostaly pouze červenou a modrou barvu, protože on sám na figurách tyto barevné stopy nalezl.
Novější zkoumání polychromie štítových figur provedl Vinzenz Brinkmann.

### Paris,trojský lukostřelec na západním štítu

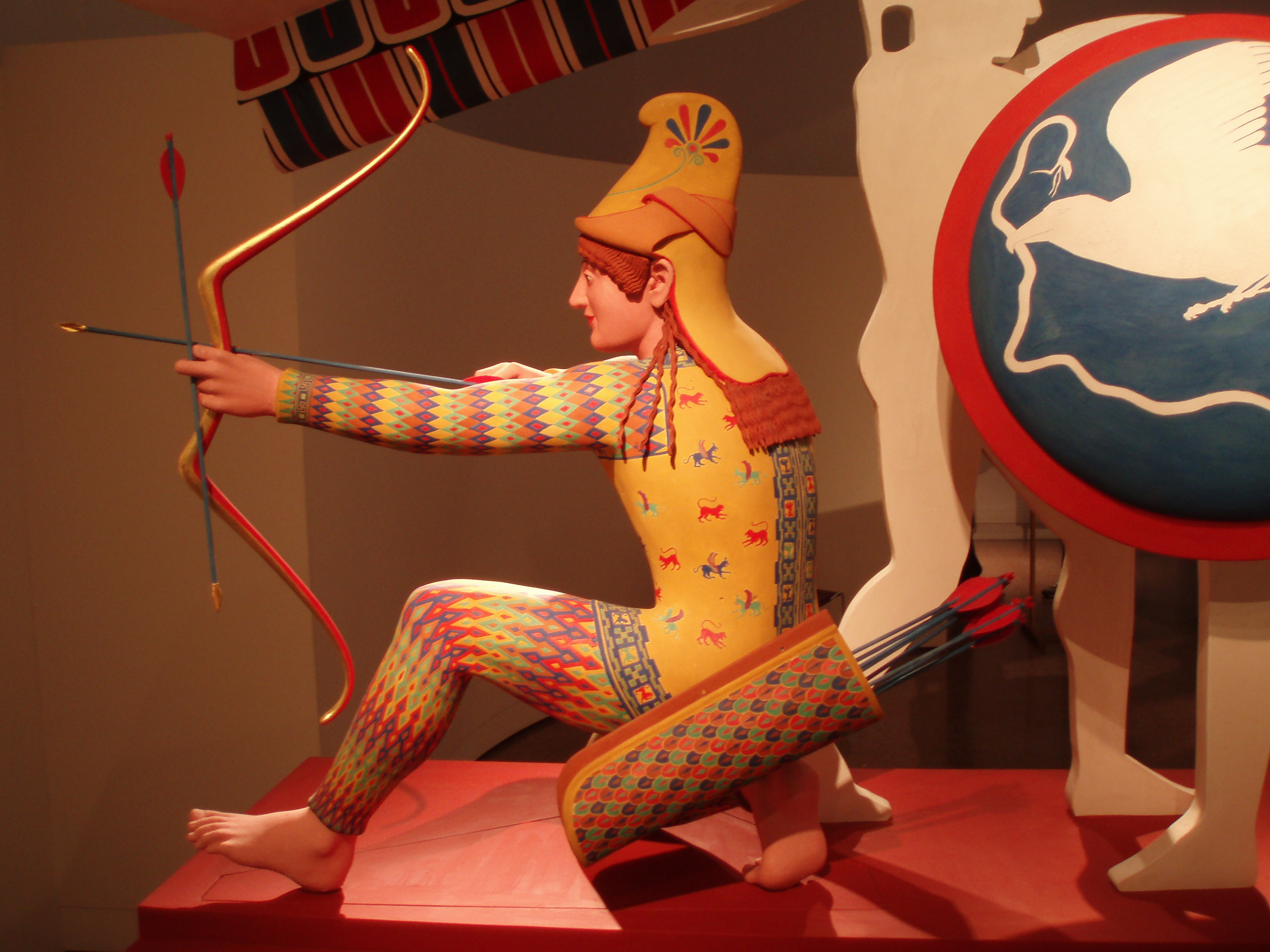
Rekonstrukce barevného provedení od Vinzenza Brinkmanna

Postava Parida byla, až na drobné poškození chodidel a obličeje, téměř úplně zachována. Má na sobě úzké přiléhavé kalhoty z pevného materiálu. Na nohou jsou rozeznatelné svaly. Na hlavě má skytskou čepici.
Při podrobném zkoumání byl povrch osvětlen bočním světlem a vynořila se struktura oděvu. Na horní části těla má vestu, pod kterou je jakýsi „svetr“, jehož rukávy mají v celé ploše kosočtvercový vzor. Na čepici byly nalezeny zbytky červené barvy a rozeznatelná je sedmilistá palmeta na dvojité volutě. Na vestě jsou velmi detailně vypracovaná malá zvířata (gryf, lev) .
U bohatě zdobeného ornamentu kalhot bylo nutné další zkoumání, UV reflektografie. Základní tvar je cikcak pás, který nahoře a dole končí ve tvaru kosočtverce. Při rekonstrukci tohoto vzoru vzniklo několik problémů. Aby bylo možné vést cikcak pás rovnoměrně a bez švů kolem nohy, musely být vzdálenosti mezi špičkami přesně vypočítány a změřeny. Na základě několika pokusů vyšlo najevo, že starověký umělec použil před nanesením barvy na figuru speciální mřížku jako vodicí čáry. Kosočtvercový vzor byl přizpůsoben pohybu a objemu nohou a nejedná se přitom o statický vzor.

### Athéna na západním štítu

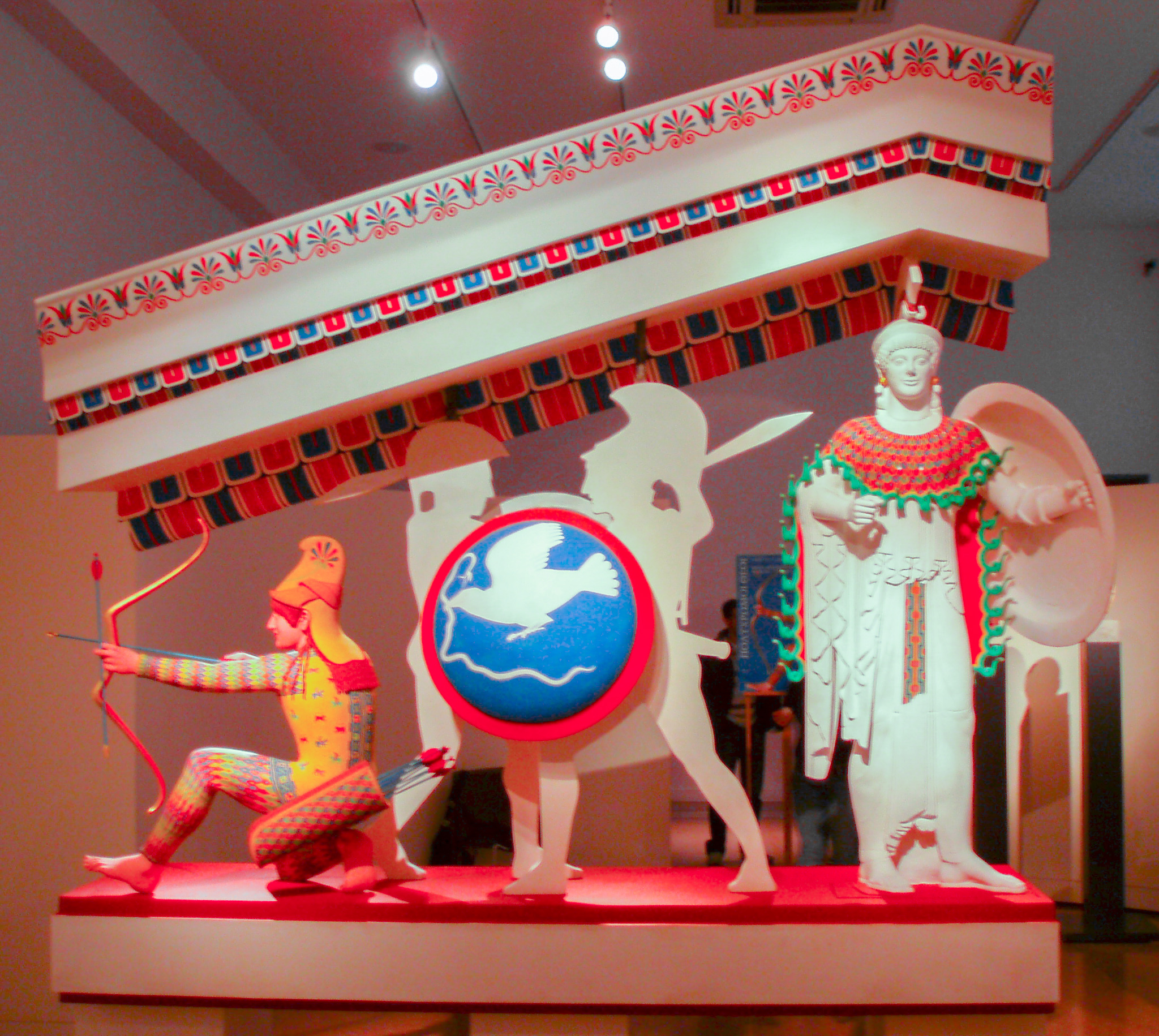
Rekonstrukce barevnosti některých skulptur na západním štítu chrámu (výstava „Bunte Götter“, Mnichov, 2004)

Stojící Athéna byla rovněž prozkoumána bočním světlem. Má na sobě bohatě zbarvené šaty, stejně jako lukostřelec. Nad chitonem má aigis a na hlavě přilbu. Aigis lemovaný hady je opancéřován mnoha šupinami - se zužujícím se středním žebrem. Rozpoznat se dá střední barevná lemovka sukně.

### Hlava bojovníka z východního štítu
Východní štít není tak dobře zachován, a proto jsou pozorování týkající se polychromie soustředěna jen na několik detailů. Hlava bojovníka je skloněna mírně dopředu. Kromě hlavy se z této postavy zachovalo jen několik fragmentů a nohy. Na přilbě jsou pouhým okem vidět světlé skvrny. Tvoří kosočtverečnou síť, která se oboustranně táhne přes horní část lebky. V publikacích Furtwänglera a Ohlyho jsou stopy malby na ilustracích zvýrazněny.
Vyšetření bočním světlem a UV zářením odhalilo celoplošný šupinový vzor. I zde bylo nutné znovuobjevit konstrukční princip, jak vůbec bylo možné provést jejich rovnoměrné uspořádání. Šupiny na obou stranách přilby jsou navzájem zrcadlově symetrické a směrem k oblasti čela a krku jsou zhuštěné.